# De Köpkesmolen
De Köpkesmolen is een voormalige watermolen in de gemeente Heerlen in de Nederlandse provincie Limburg. De molen lag ten zuidwesten van Heerlerheide aan de Rennemigerveldweg. De molen stond op de Caumerbeek met stroomopwaarts de Schandelermolen en stroomafwaarts de De Broekmolen.

## Geschiedenis
In 1869-1870 werd de molen gebouwd en bestond uit U-vormig complex met aan de rechterzijde het molengebouw. Het middendeel werd gebruikt als woonhuis en linker deel als pakhuis. De molen had een bovenslagrad met een breedte van 2 meter en een doorsnede van 5 meter. Het was de grootste watermolen van Heerlen. De molen kreeg ook mijnwater te verwerken die afkomstig was van de Oranje-Nassaumijnen III en IV.
Na 1948 werd de molen verkocht. In de tijd daarna werd het waterrad en de maalinrichting gesloopt en vervangen door een elektrische hamermolen. In diezelfde tijd verlegde men de beek.